# Estación de Dietlikon
La estación de Dietlikon es una estación ferroviaria de la comuna suiza de Dietlikon, en el Cantón de Zúrich.

## Historia y Situación
La estación se encuentra ubicada en el sureste del núcleo urbano de Dietlikon, y fue inaugurada en 1855 con la apertura de la línea Zúrich - Winterthur. Cuenta con dos andenes, uno lateral y otro central, por los que pasan tres vías.
En términos ferroviarios, la estación se sitúa en la línea Zúrich - Winterthur. Sus dependencias ferroviarias colaterales son la estación de Wallisellen hacia Zúrich y la estación de Effretikon en dirección Winterthur.

## Servicios ferroviarios
Los servicios ferroviarios de esta estación están prestados por SBB-CFF-FFS:

### S-Bahn Zúrich
La estación está integrada dentro de la red de trenes de cercanías S-Bahn Zúrich, y en la que efectúan parada los trenes de varias líneas pertenecientes a S-Bahn Zúrich:
- S 3 (Bülach –) Hardbrücke –  Zúrich HB – Stadelhofen – Effretikon – Wetzikon
- S 8 Weinfelden – Winterthur – Wallisellen – Zúrich HB – Thalwil – Pfäffikon SZ
- S 12 Brugg – Altstetten – Zúrich HB – Stadelhofen – Winterthur – Schaffhausen/Wil
- S N1 Winterthur – Zúrich HB – Baden – Lenzburg – Aarau